# Crissé
Crissé est une commune française, située dans le département de la Sarthe en région Pays de la Loire, peuplée de 544 habitants.
La commune fait partie de la province historique du Maine, et se situe dans la Champagne mancelle.

## Géographie
La commune est à l'ouest du Haut Maine, aux confins du pays de Sillé et de la Champagne conlinoise. Elle est à l'extrême sud du parc naturel régional Normandie-Maine. Son bourg est à 6 km à l'est de Sillé-le-Guillaume, à 6,5 km au nord-ouest de Conlie et à 17 km au sud-ouest de Beaumont-sur-Sarthe.
Le point le plus bas se trouve à l'est de la commune, sur la rivière Longuève, en limite avec la commune de Neuvillalais.
| Saint-Rémy-de-Sillé        | Mont-Saint-Jean | Pezé-le-Robert |
| Saint-Rémy-de-Sillé        | Crissé          | Vernie         |
| Saint-Rémy-de-Sillé, Rouez | Rouez           | Neuvillalais   |

### Climat
Pour des articles plus généraux, voir Climat des Pays de la Loire et Climat de la Sarthe.
En 2010, le climat de la commune est de type climat océanique altéré, selon une étude du CNRS s'appuyant sur une série de données couvrant la période 1971-2000. En 2020, Météo-France publie une typologie des climats de la France métropolitaine dans laquelle la commune est dans une zone de transition entre le climat océanique et le climat océanique altéré et est dans la région climatique  Moyenne vallée de la Loire, caractérisée par une bonne insolation (1 850 h/an) et un été peu pluvieux. 
Pour la période 1971-2000, la température annuelle moyenne est de 10,8 °C, avec une amplitude thermique annuelle de 14,2 °C. Le cumul annuel moyen de précipitations est de 776 mm, avec 12,5 jours de précipitations en janvier et 7,2 jours en juillet. Pour la période 1991-2020, la température moyenne annuelle observée sur la station météorologique de Météo-France la plus proche, sur la commune de Rouessé-Vassé à 10 km à vol d'oiseau, est de 11,7 °C et le cumul annuel moyen de précipitations est de 806,9 mm,. Pour l'avenir, les paramètres climatiques de la commune estimés pour 2050 selon différents scénarios d'émission de gaz à effet de serre sont consultables sur un site dédié publié par Météo-France en novembre 2022.

## Urbanisme

### Typologie
Au 1er janvier 2024, Crissé est catégorisée commune rurale à habitat dispersé, selon la nouvelle grille communale de densité à sept niveaux définie par l'Insee en 2022.
Elle est située hors unité urbaine. Par ailleurs la commune fait partie de l'aire d'attraction du Mans, dont elle est une commune de la couronne,. Cette aire, qui regroupe 144 communes, est catégorisée dans les aires de 200 000 à moins de 700 000 habitants,.

### Occupation des sols
L'occupation des sols de la commune, telle qu'elle ressort de la base de données européenne d’occupation biophysique des sols Corine Land Cover (CLC), est marquée par l'importance des territoires agricoles (83,9 % en 2018), une proportion sensiblement équivalente à celle de 1990 (83,7 %). La répartition détaillée en 2018 est la suivante : 
terres arables (46,5 %), prairies (35,5 %), forêts (14,8 %), zones agricoles hétérogènes (2 %), zones urbanisées (1,3 %). L'évolution de l’occupation des sols de la commune et de ses infrastructures peut être observée sur les différentes représentations cartographiques du territoire : la carte de Cassini (XVIIIe siècle), la carte d'état-major (1820-1866) et les cartes ou photos aériennes de l'IGN pour la période actuelle (1950 à aujourd'hui).

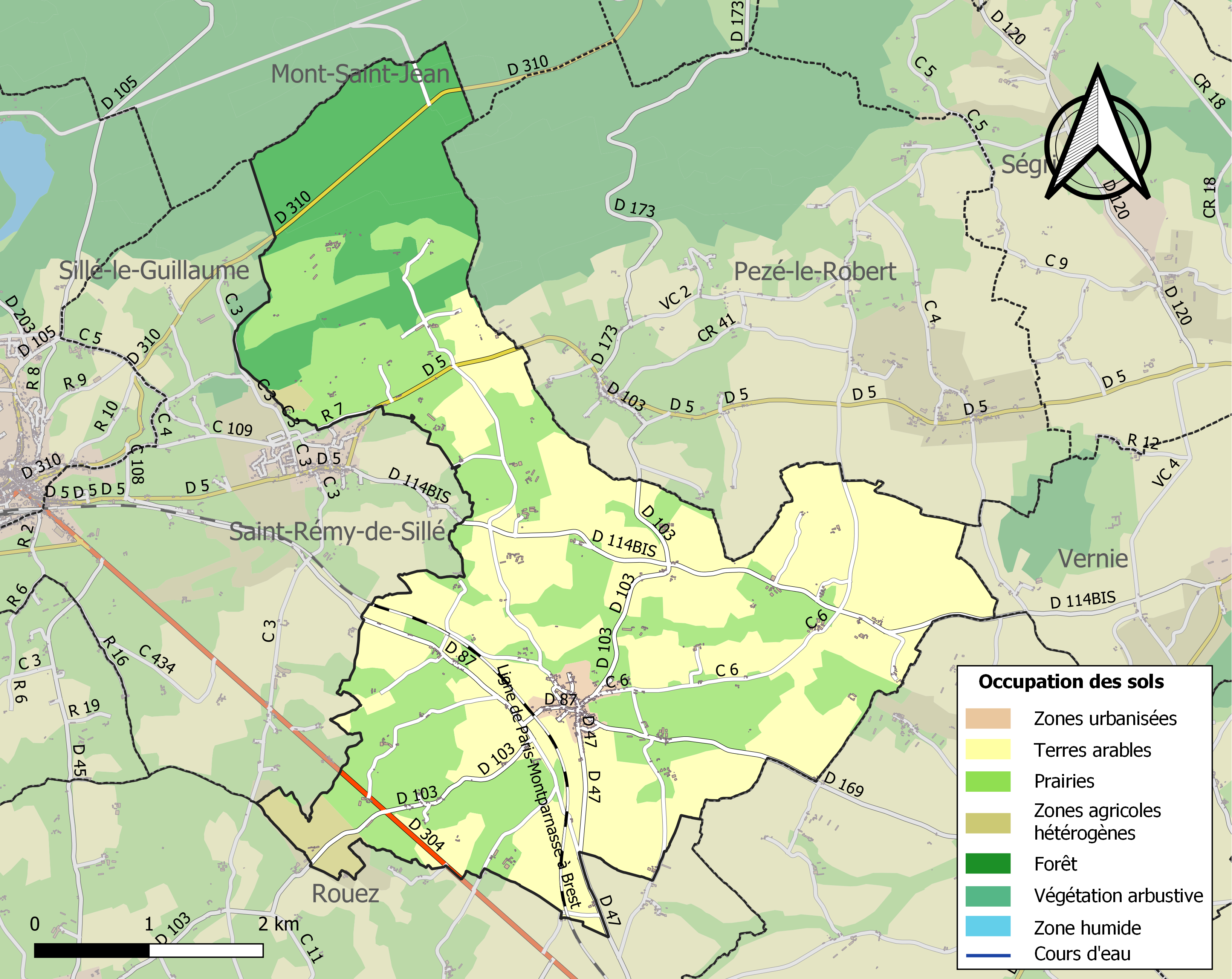
Carte des infrastructures et de l'occupation des sols de la commune en 2018 (CLC).

## Toponymie
Le toponyme est attesté sous les formes Crisciac au haut Moyen Âge, Crisciacum en 989 et de Crisseio en 1254. Il serait issu de l'anthroponyme gaulois Crixus.
Le gentilé est Crisséens.

## Politique et administration
| Période                                  | Période   | Identité        | Étiquette | Qualité        |
| ---------------------------------------- | --------- | --------------- | --------- | -------------- |
| juin 1995                                | mars 2008 | Maurice Lecesve | SE        | Agriculteur    |
| mars 2008                                | mai 2020  | Ginette Sybille | SE        | Agricultrice   |
| mai 2020                                 | En cours  | Sylvie Boullier | SE        | Femme au foyer |
| Les données manquantes sont à compléter. |           |                 |           |                |

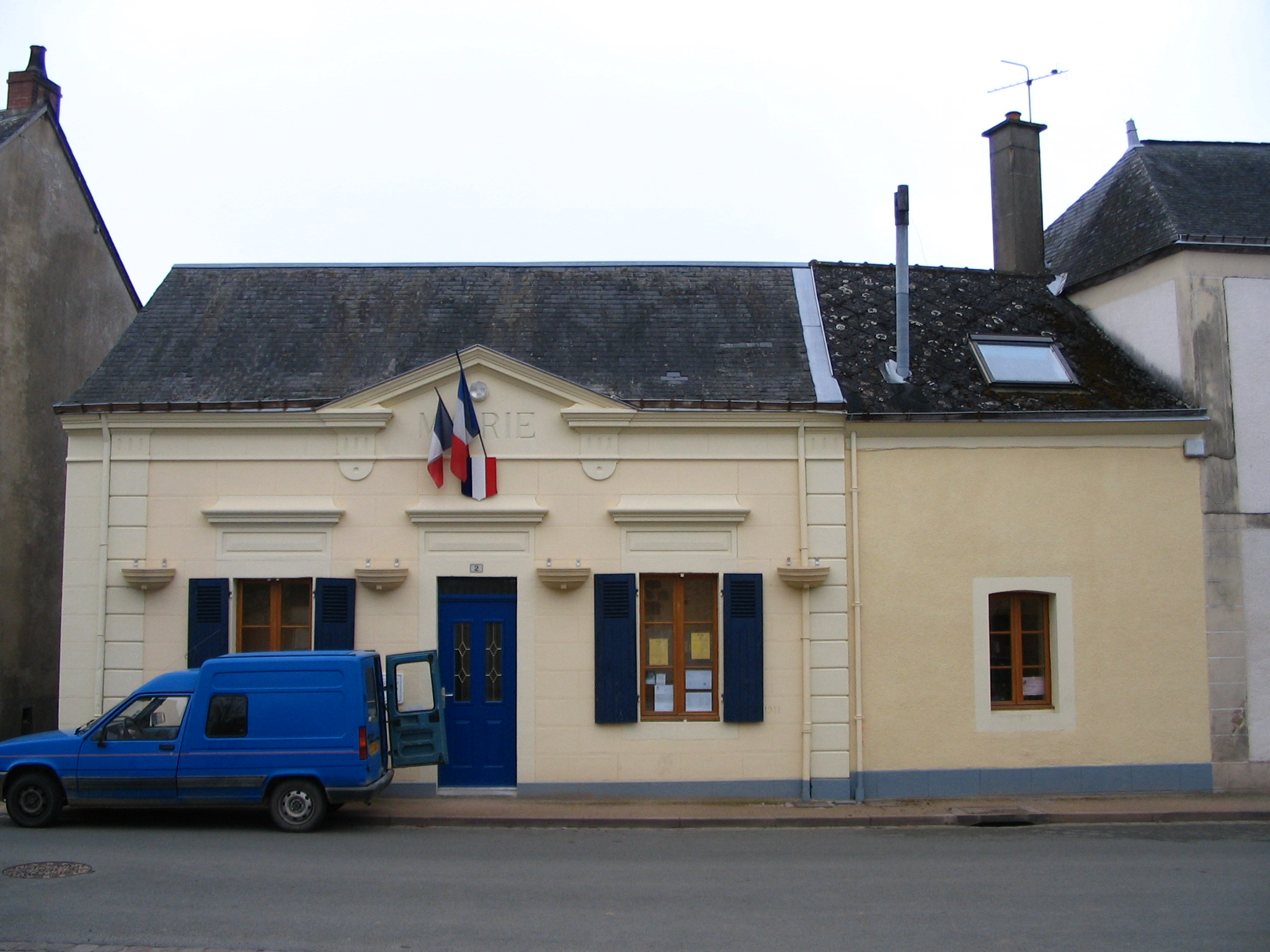
La mairie.

Le conseil municipal est composé de quinze membres dont le maire et trois adjoints.

## Démographie
L'évolution du nombre d'habitants est connue à travers les recensements de la population effectués dans la commune depuis 1793. Pour les communes de moins de 10 000 habitants, une enquête de recensement portant sur toute la population est réalisée tous les cinq ans, les populations de référence des années intermédiaires étant quant à elles estimées par interpolation ou extrapolation. Pour la commune, le premier recensement exhaustif entrant dans le cadre du nouveau dispositif a été réalisé en 2004.
En 2022, la commune comptait 544 habitants, en évolution de −9,93 % par rapport à 2016 (Sarthe : −0,25 %, France hors Mayotte : +2,11 %).
Crissé a compté jusqu'à 1 327 habitants en 1836.
| 1793 | 1800 | 1806  | 1821  | 1831  | 1836  | 1841  | 1846  | 1851  |
| ---- | ---- | ----- | ----- | ----- | ----- | ----- | ----- | ----- |
| 860  | 901  | 1 088 | 1 107 | 1 268 | 1 327 | 1 310 | 1 293 | 1 231 |

| 1856  | 1861  | 1866  | 1872  | 1876  | 1881  | 1886  | 1891  | 1896  |
| ----- | ----- | ----- | ----- | ----- | ----- | ----- | ----- | ----- |
| 1 290 | 1 270 | 1 212 | 1 117 | 1 112 | 1 089 | 1 063 | 1 079 | 1 008 |

| 1901 | 1906 | 1911 | 1921 | 1926 | 1931 | 1936 | 1946 | 1954 |
| ---- | ---- | ---- | ---- | ---- | ---- | ---- | ---- | ---- |
| 938  | 934  | 845  | 837  | 821  | 818  | 726  | 770  | 740  |

| 1962 | 1968 | 1975 | 1982 | 1990 | 1999 | 2004 | 2006 | 2009 |
| ---- | ---- | ---- | ---- | ---- | ---- | ---- | ---- | ---- |
| 715  | 656  | 527  | 458  | 455  | 468  | 510  | 518  | 548  |

| 2014 | 2019 | 2022 | - | - | - | - | - | - |
| ---- | ---- | ---- | - | - | - | - | - | - |
| 600  | 552  | 544  | - | - | - | - | - | - |

## Lieux et monuments
- L'église Saint-Pierre date du XIIe siècle et a été remaniée au XIXe.
- Trois manoirs sont présents sur le territoire : Grillemont, Salaines et Chauffour.
- Le presbytère est aujourd'hui utilisé comme maison d'habitation.

## Activité et manifestations

### Sports
- Le Club sportif du foyer rural de Crissé fait évoluer une équipe de football en division de district[25].

### Manifestations
- 1er mai : marché aux fleurs et vide-greniers.

## Personnalités liées
- François Joseph Liger (1819 à Crissé - 1907), écrivain.